# Pselaphokentron brunneipenne
Pselaphokentron brunneipenne es una especie de coleóptero de la familia Mordellidae.

## Distribución geográfica
Habita en Brazzaville (República del Congo).